# Флаг Губкинского городского округа
Флаг Гу́бкинского городского округа Белгородской области Российской Федерации — опознавательно-правовой знак, являющийся официальным символом муниципального образования. Флаг составлен на основании герба Губкинского городского округа по правилам и соответствующим традициям геральдики.
В 1999—2007 годах — флаг муниципального района «Город Губкин и Губкинский район». 21 мая 2008 года решением совета депутатов Губкинского городского округа флаг муниципального образования «Город Губкин и Губкинский район» был утверждён в качестве флага муниципального образования Губкинский городской округ.

## Описание
«Флаг муниципального образования „Город Губкин и Губкинский район“ представляет собой полотнище с отношением ширины к длине 2:3, несущее в центре изображение фигур герба города Губкина и Губкинского района. По бокам две голубые полосы в 1/6 ширины флага».

## Обоснование символики
Флаг разработан на основе герба города Губкина и Губкинского района.
В герб положена идея стилизованного изображения главной отличительной особенности местности — магнитной аномалии и основной отрасли промышленного производства — добычи и переработки железистых кварцитов, а также развитое агропромышленное производство на землях Губкинского района. В герб города Губкина вошла символика главного предприятия города — Лебединского горно-обогатительного комбината, на эмблеме которого в центре расположен равносторонний чёрный треугольник — геологический знак, обозначающий железо.
Красно-синий полукруг имеет двойной смысл. С одной стороны он символизирует магнит, а с другой стороны служит как бы контуром компаса.
Красно-белая стрелка, отклонённая от оси северного полюса земли, обозначает аномальные магнитные явления, связанные с наличием огромных залежей железной руды.
Золотой колос символизирует развитое агропромышленное производство на территории Губкинского района.
Таким образом, на флаге отражены главные особенности Губкинской территории и возникающие в связи с этим ассоциации: «железо» — «магнит» — «аномалия» — «сельское хозяйство».
Две синие полосы по краям флага показывают, что муниципальное образование «Город Губкин и Губкинский район» расположено в Белгородской области, основной цвет символики которой синий.
Красный (червлёный) цвет — символ мужества, самоотверженности, героизма, справедливой борьбы и жизни.
Лазоревый (синий, голубой) цвет в геральдике — символ чести, славы, преданности, истины, красоты, добродетели и чистого неба.
Зелёный цвет герба символизирует природу района. Зелёный цвет также символ здоровья.
Золото (жёлтый) в геральдике — символ высшей ценности, величия, прочности, силы, великодушия.
Серебро (белый) в геральдике — символ простоты, совершенства, мудрости, благородства, мира, взаимосотрудничества.